# Forêt d'Évreux
La forêt d'Évreux est l'un des massifs boisés de l'Eure, au sud-ouest et au sud d'Évreux.

## Géographie
- Dimensions : ce massif forestier s'étend sur un peu moins de 6 220 ha.

- Situation : il est situé dans le département de l'Eure partant vers le sud-ouest au départ d'Évreux, vers Conches-en-Ouche à l'ouest et s'étirant jusqu'à Mesnils-sur-Iton au sud.

## Patrimoine naturel
La forêt d'Évreux est en zone naturelle d'intérêt écologique, faunistique et floristique.
Un décret en conseil d'État du 3 juillet 2007 établit la « forêt d'Évreux et ses massifs périphériques » en une forêt de protection sur une superficie de 2 184 ha.

## Histoire
Les historiographes Charpillon et Caresme émaillent leur dictionnaire historique de toutes les communes du département de l'Eure - histoire, géographie, statistique de quelques indications qui retracent le passé de la forêt.
Vers 1205, enquête concernant les droits de l'évêque sur la forêt d'Évreux.
Le comte Richard donne à la fondation de l'abbaye Saint-Sauveur la dîme des essarts de la forêt.
L'abbaye de Saint-Sauveur reçoit de Philippe le Bel en 1275 le droit de prendre du bois dans sa forêt.
En 1289, le seigneur d'Ivry offre à l'abbesse de Saint-Sauveur Élicie de Brely un cerf pris dans la forêt.
En juin 1318, Thomas Lespringuet est verdier de la forêt.
En février 1543, le verdier est Jacques Boudin.
Vers 1591, les habitants du Plessis-Grohan ont divers droits d'usage sur la forêt d'Évreux; les religieuses de l'abbaye de Maubuisson également.
En 1634, le gouverneur de la ville fait procéder à une battue afin de mettre hors d'état de nuire une bête féroce.
En avril 1714, les édiles s'opposent à l'établissement de la forge de La Bonneville-sur-Iton.

## La forêt
Le décret de protection vise successivement le massif de La Madeleine, la forêt d'Évreux, l'ensemble comprenant les forêts de Gravigny et de Saint-Nicolas, l'ensemble forêts du Boulay-Morin et Bois des Vitres, les massifs bois du Roi et bois Verdier et enfin le bois de Saint-Michel.

## Écologie
Quatre mares, instituées en ZNIEFF de type I :
- La mare du Petit Bout no 230030154,

- La mare de la Trigale no 230030132,

- La mare des Hauts Bois no 230030177,

- La mare de la Villeneuve no 230030131 sont en relation avec la forêt d'Évreux

de même que deux cavités (le pré de l'église de Villalet et la cavité du sentier Fagard no 230030951 et les cavités des Hautes Côtes no 230031186) et autres vallées, vallon, coteau et prairies diverses.

## Lieux remarquables
- dolmen de l'Hôtel-Dieu, classé[12];
- pierre courcoulée, dolmen classé[13].
- alignement des Bruyères, trois dolmens classés[14].